# Pierre Palmade
Pierre Palmade (Burdeos, 23 de marzo de 1968) es un actor, humorista, director de escena y dramaturgo francés.

## Biografía
Pierre Palmade comenzó su carrera en programas de sketches de comedia en teatro y en televisión a finales de la década de 1980, y a partir de los años 1990 empezó a escribir e interpretar sus propios actos de stand-up; su humor se caracterizaba por retratar personajes desagradables o irritantes. Palmade también escribió varias obras de teatro con Muriel Robin, alcanzando cierta notoriedad por su obra Ils s'aiment y su secuela Ils se sont aimés, ambos dirigidos por Muriel Robin e interpretados en el escenario por Palmade y Michèle Laroque. Por su obra teatral, Palmade ha sido nominado varias veces a los Premios Molière.
A finales de la década de 1990 y la de 2000, Palmade actuó en varias películas y series de televisión. En 2005 participó en Rendez-vous en terre inconnue. También trabajó como guionista para las películas Pédale douce y Pédale dure. En 2007, fue el presentador del programa de televisión humorístico Made in Palmade; al año siguiente, escribió la obra de teatro Le comique, interpretada en el escenario por sus compañeros actores de Made in Palmade y fue seguida por una secuela con  Anne-Élisabeth Blateau, Le Fils du Comique, estrenada por en el Théâtre Saint-Georges de París. En 2008, Palmade protagonizó la película biográfica Sagan, una dramatización de la vida de la novelista Françoise Sagan dirigida por Diane Kurys, en la que Palmade interpreta el papel del bailarín y socialité francés Jacques Chazot.
En 2010, después de una pausa de diez años alejado de las presentaciones en solitario sobre el escenario, Palmade regresó con su nuevo espectáculo J'ai jamais été aussi vieux. Ese mismo año, Palmade creó el programa de televisión Le Grand Restaurant, donde participaron varias celebridades como Palmade, Anne-Élisabeth Blateau, Gérard Depardieu, François Berléand y Jean Rochefort. El programa consiguió altas cuotas de audiencia y ha sido continuado con tres secuelas. En 2018, Palmade escribió la obra Paprika, interpretada en el escenario del Théâtre de la Madeleine por Victoria Abril y Jean-Baptiste Maunier.

## Vida privada
Palmade estuvo casado con la cantante Véronique Sanson de 1995 a 2004. En octubre de 2008, Palmade se declaró abiertamente gay; su homosexualidad fue uno de los temas de su programa autobiográfico de 2010 J'ai jamais été aussi vieux.
En una entrevista en 2019, tras haber sido detenido por consumo de drogas, admitió públicamente que sufría de adicción a las drogas, declarando: "La cocaína me ha arruinado la vida desde que tenía 20 años".

## Obras de teatro
- Ils s'aiment (1996, coescrita con Muriel Robin)[11][12]
- Ils se sont aimés (2001, co-written with Muriel Robin)[12]
- Le Comique (2008)[13]
- J'ai jamais été aussi vieux (2010)
- Le fils du comique (2013)[14]
- Ils se re-aiment (2016)[12]
- Paprika (2018)[7]
- Assume, bordel ! (2020)[15]

## Filmografía
- Oui, dirigida por Alexandre Jardin (1996)
- Astérix y Obélix contra César, dirigida por Claude Zidi (1999)
- Astérix y los vikingos, (voz), dirigida por Stefan Fjeldmark (2006)
- Sagan, dirigida por Diane Kurys, con Sylvie Testud (2008)
- Pierre et Fils, con Pierre Richard para TF1 (2008)
- Incognito, dirigida por Éric Lavaine (2009)
- Brillantissime, dirigida por Michèle Laroque (2018)